# Nancy Hower
Nancy Hower (Wyckoff, 11 maggio 1956) è un'attrice e regista televisiva statunitense.

## Filmografia parziale

### Attrice

#### Cinema
- Insomnia, regia di Carol Stein e Susan Wittenberg (1994)
- Standing on Fishes, regia di Meredith Scott Lynn e Bradford Tatum (1999)
- Tutte le cose che non sai di lui (Catch and Release), regia di Susannah Grant (2006)

#### Televisione
- Blackout ad alta quota (Blackout Effect) - film TV (1998)
- Star Trek: Voyager - serie TV, 8 episodi (1995-2000) - Samantha Wildman

### Regista

#### Televisione
- 10 Items or Less - serie TV, 21 episodi (2006-2009)
- Quick Draw - serie TV, 18 episodi (2013-2014)
- Those Who Can't - serie TV, 4 episodi (2016-2019)
- Zoey 102 - film TV (2023)